# Sergi Canós Tenés
Sergi Canós Tenés (Nules, Plana Baixa, País Valencià, 2 de febrer de 1997) és un futbolista valencià que juga com a davanter al València CF de la Primera Divisió espanyola.

## Trajectòria

### Inicis

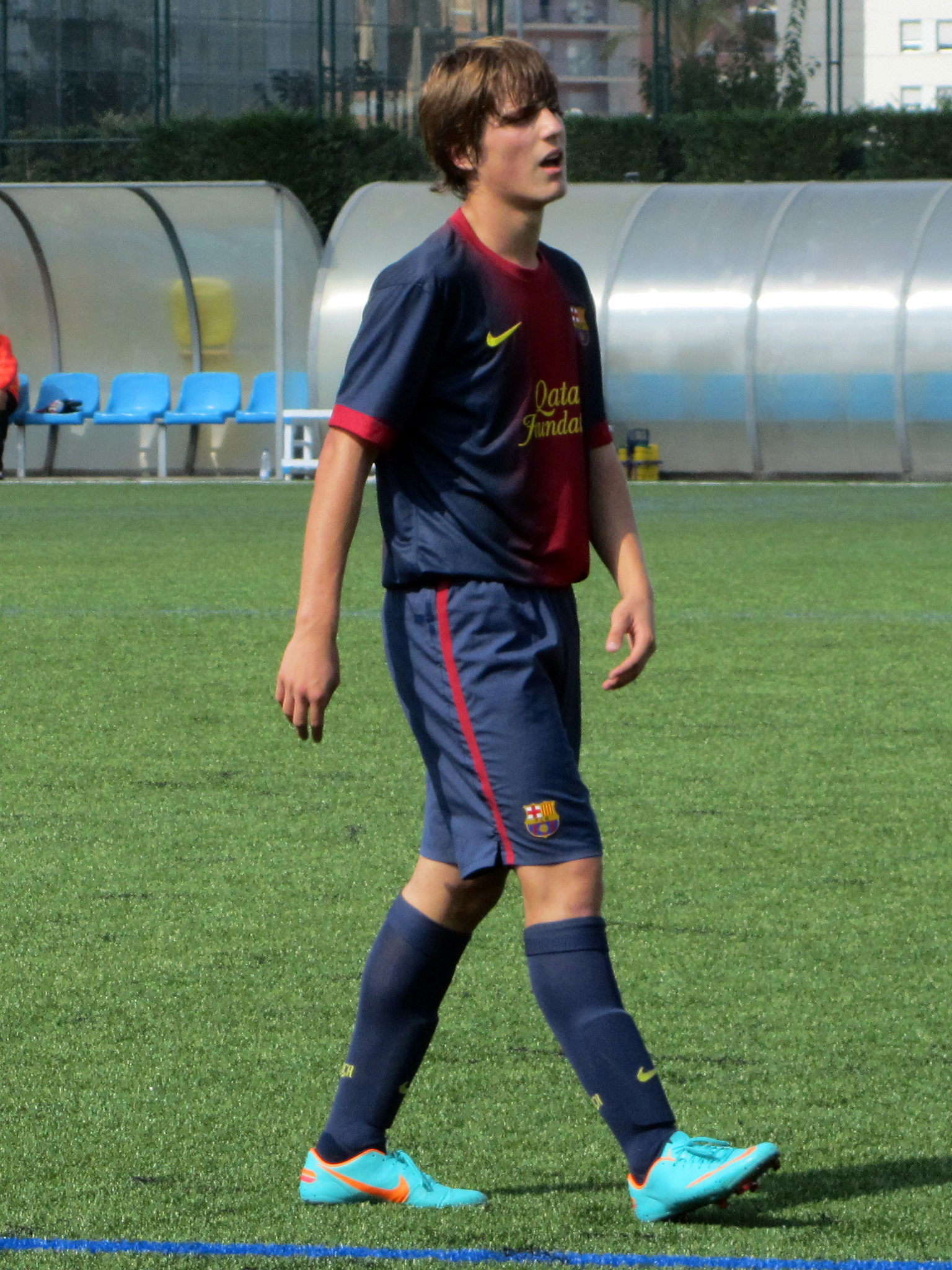
Sergi Canós a les categories inferiors del FC Barcelona durant la temporada 2012-2013.

Va iniciar el seu camí en l'equip de la seua ciutat, el C.F. Nules, on ràpidament va destacar entre els xiquets de la seua edat, la qual cosa va despertar l'interès del FC Barcelona en 2010, moment en què va ingressar a la Masia. Va romandre tres anys a la capital catalana fins que el 2013 va emprendre el seu camí fins Anglaterra. El Liverpool FC el va fitxar per a jugar a la seua escola de formació. Fins i tot va arribar a debutar al primer planter del club d'Anfield en la Premier League de la mà de Jürgen Klopp, en l'últim partit de la temporada 2015-2016.

### Anys a Anglaterra
Durant la temporada 2015-16 va estar cedit al Brentford FC de l'segona divisió anglesa, on va marcar set gols.
El juliol de 2016 es va unir per quatre anys al Norwich City FC, club que també militava a l'Championship, ja que l'últim curs havia quedat penúltim en la Premier League i va descendir de categoria. El cost de l'operació ascendiria a 2,3 milions d'euros.
Després de disputar només tres partits al Norwich, el 31 de gener de 2017 va tornar a Brentford, aquesta vegada en qualitat de fitxatge, amb un contracte de quatre anys i mig, amb opció per un any més. El cost de l'operació no va ser divulgat (es rumoreja que va arribar a ser per 2 500 000 £). En aquesta segona etapa en el club va aconseguir arribar fins als 200 partits i va contribuir a l'ascens a la Premier League en la temporada 2021-22. A més, seu va ser el primer gol que va aconseguir l'equip en la categoria en 74 anys.

### Breu experiència a Grècia
El 31 de gener de 2023, just el dia que es complien sis anys de la seua tornada a l'entitat, va ser prestat a l'Olympiakos FC per al que quedava de campanya. A Grècia va marcar quatre gols i va repartir dos assistències en només 6 mesos. Tot i que fou un moment complicat per al valencià a causa de la mort prematura de la seua mare.
Aquest dur contracolp per a Canós el va portar a dessitjar tornar a casa, després de més de deu anys fora d'Espanya. Tant és així que el de Nules va forçar el seu fitxatge pel València CF, la qual cosa es va fer efectiva el 20 d'agost de 2023, després d'un dur procés de negociació entre el Brentford F.C. i l'entitat valencianista, que es va saldar amb el pagament de 250.000 € al club anglès.

### València Club de Futbol
Canós va complir el seu somni de firmar pel València C.F., amb un contracte que el vincula amb l'entitat xe fins a juny de 2027. Així i tot, l'arribada a l'equip dirigit per Rubén Baraja no li va resultar senzilla, a causa de la falta de preparació esportiva del jugador de Nules al llarg de l'estiu del 2023, mentre es tancava el seu fitxatge per l'equip xe. Després d'un inici complicat va tenir una destacada participació en la victòria contra l'Atlètic de Madrid per 3-0 a Mestalla. Així i tot en aquell partit es va veure obligat a abandonar el camp al minut 59 després de caure lesionat. Després de sis setmanes allunyat dels terrenys de joc, Canós va tornar a entrar en dinàmica de partits. Va iniciar un procés ascendent en què la seua participació a l'equip va anar adquirint més pes, fins al punt d'estrenar-se com a golejador valencianista en un partit contra el Rayo Vallecano a la lliga i contra el Cartagena a la Copa del Rei. Així i tot, la mala sort va tornar a caure-li al de Nules, el qual es va lesionar de nou al gener de 2024 en un partit contra l'Athletic Club. Després d'una ràpida recuperació, Canós va tornar a entrar en dinàmica d'equip. Així i tot, el jugador semblava estar baix de ritme, per la qual cosa la seua participació als últims mesos de campanya va ser, si més no, discreta.
L'inici de la temporada 2024-25 tampoc fou senzill per a Canós, el qual va decidir posar Tenés -el seu segon cognom- a la samarreta com un homenatge pòstum a la seua mare. En l'aspecte futbolístic, el de Nules va començar la temporada lesionat, després de detectar unes molèsties al soli a inicis del mes d'agost. Així, Canós es va perdre els tres primers partits de lliga, fins que debutara aquella temporada en un empat contra el Vila-real CF al Camp de Mestalla. No obstant, Canós va tindre un rol secundari al llarg de la temporada, entrant recurrentment des de la banqueta per disputar els minuts finals. Una situació que va ser provocada, en part, per les molèsties que va haver d'arrastrar al llarg de tot l'any, sent operat finalment a maig d'una hèrnia.

## Internacional
Ha estat internacional amb la selecció d'Espanya en les categories inferiors sub-16, sub-17 i sub-19.

## Estadístiques
Dades actualitzades a la fi de la temporada 2024/25.
| Club                   | Temporada          | Lliga              | Lliga   | Lliga | Copes nacionals | Copes nacionals | Copa de la Lliga | Copa de la Lliga | Altres  | Altres | Total   | Total |
| Club                   | Temporada          | Divisió            | Partits | Gols  | Partits         | Gols            | Partits          | Gols             | Partits | Gols   | Partits | Gols  |
| ---------------------- | ------------------ | ------------------ | ------- | ----- | --------------- | --------------- | ---------------- | ---------------- | ------- | ------ | ------- | ----- |
| Liverpool FC           | 2015–16            | Premier League     | 1       | 0     | —               | —               | —                | —                | —       | —      | 1       | 0     |
| Brentford FC (cessió)  | 2015–16            | Championship       | 38      | 7     | 1               | 0               | —                | —                | —       | —      | 39      | 7     |
| Norwich City FC        | 2016–17            | Championship       | 3       | 0     | 1               | 0               | 2                | 2                | —       | —      | 6       | 2     |
| Norwich City sub-21    | 2016–17            | —                  | —       | —     | —               | —               | —                | —                | 3       | 1      | 3       | 1     |
| Brentford F.C.         | 2016–17            | Championship       | 18      | 4     | —               | —               | —                | —                | —       | —      | 18      | 4     |
| Brentford F.C.         | 2017–18            | Championship       | 30      | 3     | 1               | 0               | 0                | 0                | —       | —      | 31      | 3     |
| Brentford F.C.         | 2018–19            | Championship       | 44      | 7     | 4               | 2               | 2                | 0                | —       | —      | 50      | 9     |
| Brentford F.C.         | 2019–20            | Championship       | 15      | 0     | 0               | 0               | 0                | 0                | 2       | 0      | 15      | 0     |
| Brentford F.C.         | 2020–21            | Championship       | 49      | 9     | 1               | 0               | 5                | 0                | 3       | 0      | 55      | 9     |
| Brentford F.C.         | 2021–22            | Premier League     | 31      | 3     | 1               | 0               | 3                | 1                | —       | —      | 35      | 4     |
| Brentford F.C.         | 2022–23            | Premier League     | 5       | 0     | 1               | 0               | 0                | 0                | —       | —      | 6       | 0     |
| Brentford F.C.         | Total a Anglaterra | Total a Anglaterra | 234     | 33    | 10              | 2               | 12               | 3                | 8       | 1      | 264     | 39    |
| Olympiakos FC (cessió) | 2022–23            | Super Lliga Grega  | 8       | 4     | 0               | 0               | —                | —                | —       | —      | 8       | 4     |
| València CF            | 2023–24            | La Liga            | 27      | 1     | 4               | 1               | —                | —                | —       | —      | 31      | 2     |
| València CF            | 2024-25            | La Liga            | 17      | 0     | 5               | 1               | —                | —                | —       | —      | 22      | 1     |
| Total carrera          | Total carrera      | Total carrera      | 286     | 38    | 19              | 4               | 12               | 3                | 8       | 1      | 325     | 46    |

1. ↑  Inclou dades de la FA Cup anglesa i la Copa del Rei espanyola.
2. ↑  Estadístiques de la EFL Cup d'Anglaterra.
3. ↑  Partits al Trofeu EFL.
4. 1 2  Partits en els play-offs de l'EFL Championship.